# خیابان فرعی (فیلم ۱۹۲۹)
خیابان فرعی (انگلیسی: Side Street) فیلمی در ژانر جنایی به کارگردانی مالکوم سنت کلیر است که در سال ۱۲۰۸ منتشر شد. از بازیگران آن می‌توان به تام مور، اوون مور، مت مور و جرج رافت اشاره کرد.